# Cornelia Gerardina Boellaard

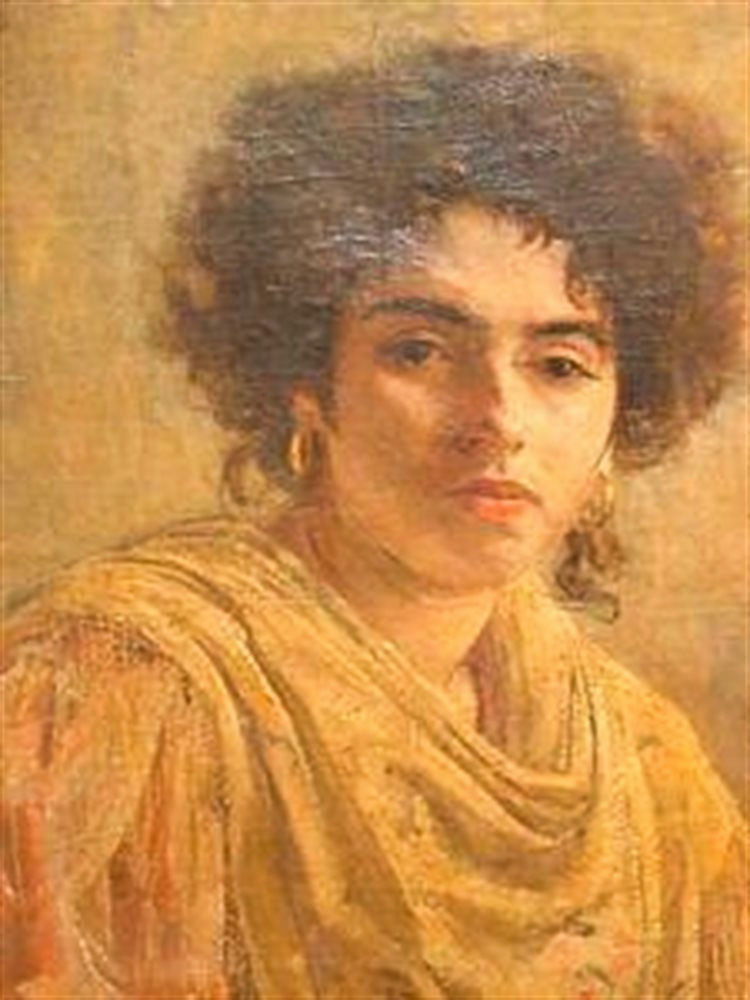
Selbstporträt

Cornelia Gerardina Boellaard (* 6. Februar 1869 in Nijmegen; † 29. November 1934 in Laren (Noord-Holland)) war eine niederländische Porträt- und Landschaftsmalerin. 
Sie war Schülerin von Gerardus Hendricus Cornelis Overman in Amsterdam.  Sie studierte weiter an der Pariser Académie Julian bei Jules-Joseph Lefebvre und Tony Robert-Fleury und wurde später von ihrem ersten Ehemann Paul Rink unterrichtet.
1899 heiratete sie in Amsterdam den Maler Paul Rink; nach seinem frühen Tod 1903 heiratete sie 1907 in Amsterdam den Gynäkologen Prof. Dr. Hector Treub.
Sie lebte und arbeitete in Den Haag, Amsterdam 1895, Paris, Amsterdam 1899, Hattem 1899–1901, Volendam 1902, Edam 1903, Amsterdam bis 1916, Laren (Noord-Holland) 1916–1924, Blaricum, Laren (N.H.). 
Sie malte und zeichnete Landschaften (viele mit Bäumen), Innen- und Außenansichten mit Figuren. War Mitglied von „Arti et Amicitiae“ in Amsterdam. Sie signierte ihre Werke mit „Corrie Boellard“, später mit „Corrie Rink-Boellaard“ und „Corrie Treub-Boellaard“.